# Pyrinia brunneata
Pyrinia brunneata là một loài bướm đêm trong họ Geometridae.